# 태국 왕립 경찰

태국 왕립 경찰(Royal Thai Police, RTP, 태국어: سำ้่ม้ม้ม้มตำप्र्จแห่มชมต้, RTGS: samnakngan tamruat haeng chat)은 태국의 국가 경찰이다. RTP는 210,700~230,000명의 장교를 고용하고 있는데, 이는 전체 공무원(군인 및 국영 기업 직원 제외)의 약 17%에 해당한다. RTP는 전통, 개념, 문화, 기술 및 훈련이 군대와 상대적으로 유사하고 대부분의 장교 생도가 왕립 군대에 입학하기 전에 국군 사관학교 준비 학교를 졸업해야 하기 때문에 태국의 네 번째 군대로 자주 인식된다. 장교들은 또한 군대와 유사한 준군사 훈련을 받지만 법 집행에 더욱 중점을 둔다.

## 같이 보기
- 특별수사부